# Nasław
Nasław – staropolskie imię męskie. Imię to składa się z dwóch członów: na („na”; jedno ze znaczeń na nazywało „kogoś, ze względu na kogo coś się działo”, poza tym na oznaczało „na” i mogło także oznaczać naj-) oraz -sław („sława”). Mogło ono więc oznaczać „ten, dzięki któremu przychodzi sława”. Notowane na Pomorzu , po raz pierwszy w 1280 (1277) roku . Możliwe staropolskie zdrobnienia: Nach, Naszon, Naszan, Naszko, Naszętka (masc.), Naszotek .
Żeński odpowiednik: Nasława.
Nasław imieniny obchodzi 6 sierpnia.
Odpowiedniki w innych językach:
- czeski – Naslav[3]

## Mężczyźni o imieniu Nasław
- Nasław z Gogolina – podczaszy bydgoski, kasztelan bydgoski w latach 1455–1464,
- Nasław z Serocka – ostatni (1294 r.) kasztelan Serocka.